# برهیدا
برهیدا (به مجاری:  Berhida) یک منطقهٔ مسکونی در مجارستان است که در ناحیه وارپالوتا واقع شده‌است. برهیدا ۴۲٫۶۶ کیلومتر مربع مساحت و ۵٬۸۳۳ نفر جمعیت دارد.